# Ngrancah
Ngrancah is een bestuurslaag in het regentschap Magelang van de provincie Midden-Java, Indonesië. Ngrancah telt 1022 inwoners (volkstelling 2010).